# Paul Sultan
Pour les articles homonymes, voir Sultan (homonymie).
 Paul Sultan, né le 26 janvier 1924 à Vancouver (Canada) et mort le 25 juin 2019 à Maryville (Illinois), est un économiste canadien spécialisé en économie du travail.
Issu d'une famille de 7 enfants, d'un père immigré de Suède, Paul Sultan passe quatre années de sa vie à étudier le journalisme. Aussitôt terminé, il se présente à l'Université pour continuer son cursus. La Seconde Guerre mondiale a interrompu ses plans et en décembre 1944, il était dans le dépôt d'Armée de l'air canadien Royal pour l'embarquement en Angleterre.
Après une réussite de sa mission en tant que pilote d'avion pour le corps d'aviation canadien, il se voit octroyer des avantages qui lui permettront de s'inscrire à l'université de la Colombie-Britannique. Quelques années après, Paul Sultan rejoint l'université Cornell où il obtient son Ph.D.
L'été qui suit, Docteur Sultan est nommé au Séminaire de Salzbourg à propos des études américaines. Par la suite, il sera nommé universitaire à l'université de Buffalo, l'université du Sud de la Californie, le Diplômé de Claremont l'université de l'Illinois Scolaire et du Sud à Edwardsville (Illinois). Il fera aussi un tour à l'université Simon-Fraser
Aux États-Unis, il va occuper plusieurs postes de responsabilité et servir comme chercheur dans différents travaux.
En sciences économiques, ses recherches portant sur le travail, le rapport entre le taux d'inflation et le taux de chômage font de lui un des économistes à qui on attribue l'originalité de la théorie véhiculée par la Courbe de Phillips. Ses recherches ont amélioré la manière de créer des matrices pour les chômeurs, créer des zones d'entreprise. Il est un orateur fréquent aux conférences.
Écrivain fécond, il a dans son actif cinq livres et des centaines d'articles, monographies et papiers de position.
En 1997, il a été honoré pour son travail sur les relations patronales-syndicales par son admission au Southwestern Illinois Labour Management Hall of Fame.

### Sources
- (en) Cet article est partiellement ou en totalité issu de l’article de Wikipédia en anglais intitulé « Paul Sultan » (voir la liste des auteurs).